# Biskuplje
Biskuplje (en serbe cyrillique : Бискупље) est un village de Serbie situé dans la municipalité de Veliko Gradište, district de Braničevo. Au recensement de 2011, il compte 397 habitants.

## Démographie
| 1948 | 1953 | 1961 | 1971 | 1981 | 1991 | 2002 | 2011 |
| ---- | ---- | ---- | ---- | ---- | ---- | ---- | ---- |
| 737  | 750  | 738  | 754  | 713  | 605  | 430  | 397  |

|  |